# جوزيفينا قسطنطينو
جوزيفينا د. قسطنطينو (ولدت في 28 مارس 1920) كاتبة مقالات وناقدة أدبية وشاعرة. كانت سابقًا عضوًا بارزًا في هيئة التدريس بجامعة الفلبين، ثم ترهبنت واتبعت الرهبنة الكرمليّة في عام 1979، فعُرفت باسم الأخت تيريزا جوزيف باتريك ليسوع ومريم.